# Arthur Guillemard
Arthur Guillemard (Lewisham, 1845 - Lewisham, 1909) est un joueur de cricket, de rugby et de football ainsi qu'un dirigeant sportif. Il est l'un des premiers joueurs internationaux anglais de rugby, ayant participé comme full back au tout premier match international de l'histoire opposant l'Angleterre à l'Écosse le 27 mars 1871. Il a aussi arbitré six matchs internationaux.
Il est l'un des membres fondateurs de la Rugby Football Union, dont il a été président pendant quatre saisons, et de la Football Association, qui deviendront respectivement la Fédération anglaise de rugby à XV et la Fédération anglaise de football.

## Biographie
Arthur George Guillemard naît le 18 décembre 1845 à Lewisham, dans le borough londonien de Lewisham (Londres).
Dans une époque où le sport est en pleine ébullition dans les écoles anglaises, avec l'apparition de nombreux codes du football (dont le rugby) et la popularisation du cricket, Guillemard est très actif comme sportif ainsi que dirigeant très tôt. En effet, il cofonde avec Arthur Wilson, tous les deux âgés de 17 ans, l'un des tout premiers club de cricket en 1862 : le Butterflies Cricket Club,. Wilson et Guillemard, participent eux-mêmes à un grand nombre de matchs, et voient leur club se développer considérablement, passant en 10 ans de 17 licenciés à 212 en 1872.

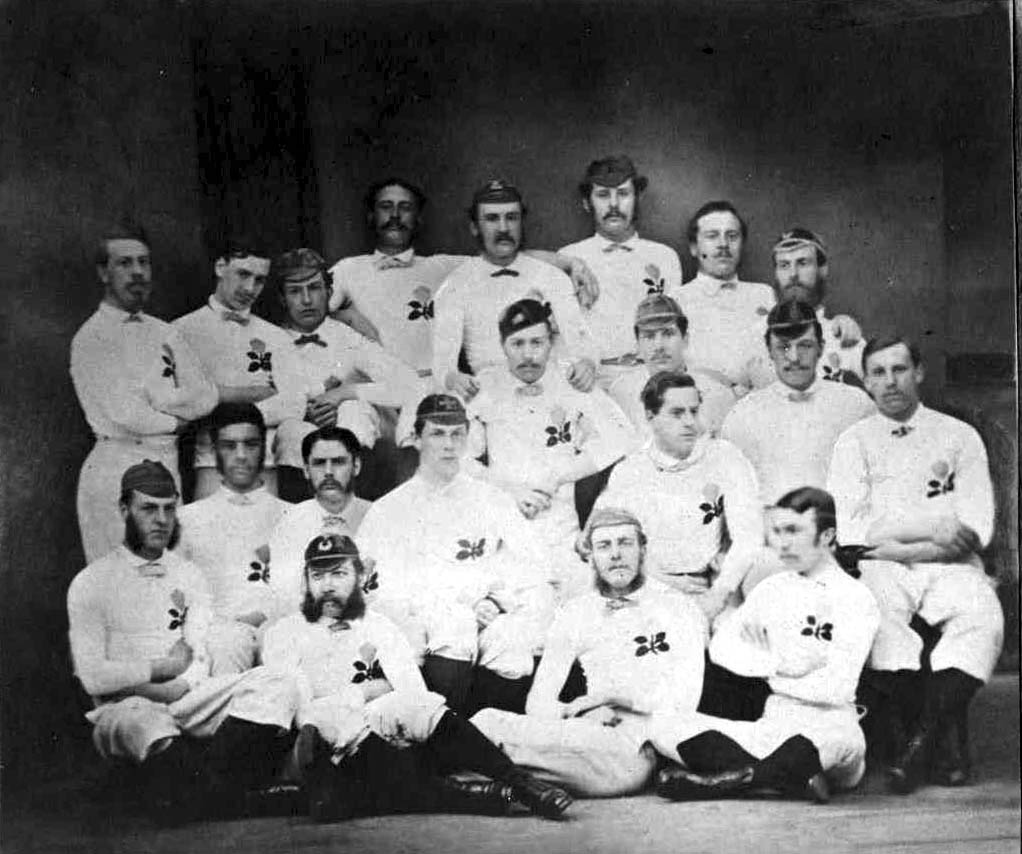
L'équipe d'Angleterre ayant disputé le premier match international de rugby de l'histoire, en 1871.

Arthur Guillemard joue également au rugby, au West Kent FC, et est intégré dans la première équipe d'Angleterre à l'occasion du tout premier match international de rugby de l'histoire contre l'Écosse. Joué le 27 mars 1871 à Raeburn Place, Édimbourg, il voit l'Écosse l'emporter 1 à 0 (1 transformation à 0),. Il joue un deuxième et dernier match pour l'Angleterre lors du match retour joué à The Oval, à Londres, le 5 février 1872, qui voit l'Angleterre s'imposer 2 à 1 (1 transformation et 1 drop pour l'Angleterre ; 1 drop pour l'Écosse).
Capitaine de la Rugby School, il devient ensuite l'une des premières figures de proue de Blackheath. Il est en 1872 l'un des membres fondateurs de la Rugby Football Union (RFU) — dont il propose le nom —, en est le secrétaire entre 1872 et 1878 et le président à partir de 1879,. C'est en tant que président de la RFU qu'il a accepté le don de la Calcutta Cup par le Calcutta Football Club et qu'il a été décidé qu'elle serait disputée chaque année par l'Angleterre et l'Écosse. Il est le premier à occuper les cinq postes principaux de la fédération anglaise : secrétaire, trésorier, vice-président senior, vice-président junior et président.
Arthur Guillemard est également considéré comme un commentateur respecté du jeu et a contribué à diverses publications : il écrit notamment le Football Annual de 1874, un livre qui traite des deux principaux codes de football et qui aspire toujours à une réunification, 11 ans seulement après la séparation ; et le chapitre sur la première décennie des internationaux anglais (de 1871 à 1880) dans l'ouvrage Football : The Rugby Union Game, édité par le révérend Francis Marshall en 1892 et qui retrace le développement de ce sport depuis ses origines en 1871.
Guillemard joue également au football pour le Forest Football Club et est l'un des membres fondateurs de la Football Association en 1863.
Arthur Geroge Guillemard meurt le 7 août 1909 à Lewisham.

## Postérité
La cape exposée au musée anglais du rugby à Twickenham est celle d'Arthur Guillemard[réf. nécessaire].